# 남상주로
남상주로(Namsangju-ro)는 경상북도 상주시 공성면 여남재에서 상주시 신흥동 지천삼거리 잇는 경상북도의 도로이다. 

## 주요 경유지
경상북도
- 상주시 (공성면 - 청리면 - 신흥동)

## 노선
| 이름        | 접속 노선                 | 소재지 | 소재지 | 비고                    |
| ----------- | ------------------------- | ------ | ------ | ----------------------- |
| 거창 교차로 | 국도 제3호선 (경상대로)   | 상주시 | 공성면 |                         |
| 이화교      |                           | 상주시 | 공성면 |                         |
| 이화 교차로 | 지방도 제997호선 (문화로) | 상주시 | 공성면 | 지방도 제997호선과 중복 |
| (이름없음)  | 공성중앙로                | 상주시 | 공성면 | 지방도 제997호선과 중복 |
| (이름없음)  | 웅성로                    | 상주시 | 공성면 |                         |
| (이름없음)  | 석단로                    | 상주시 | 공성면 |                         |
| 평천교      |                           | 상주시 | 공성면 |                         |
| (이름없음)  | 상무로                    | 상주시 | 공성면 |                         |
| 초오 교차로 | 국도 제3호선 (경상대로)   | 상주시 | 공성면 |                         |
| 용안천교    |                           | 상주시 | 청리면 |                         |
| 마공교      |                           | 상주시 | 청리면 |                         |
| 청리교      |                           | 상주시 | 청리면 |                         |
| 청리삼거리  | 마공공단로                | 상주시 | 청리면 |                         |
| (이름없음)  | 청리중앙로                | 상주시 | 청리면 |                         |
| 청하교      |                           | 상주시 | 청리면 |                         |
| (이름없음)  | 청리중앙로                | 상주시 | 청리면 |                         |
| 월로교      |                           | 상주시 | 청리면 |                         |
| 양촌 교차로 | 국도 제3호선 (경상대로)   | 상주시 | 신흥동 |                         |
| 양촌교      |                           | 상주시 | 신흥동 |                         |
| (이름없음)  | 문필로                    | 상주시 | 신흥동 |                         |
| 오산교      |                           | 상주시 | 신흥동 |                         |
| 지천삼거리  | 향촌길                    | 상주시 | 신흥동 |                         |

## 주요 건물 및 시설
- 농협 공성농협 주유소 (경상북도 상주시 공성면 남상주로 275)
- 농협 남상주농협 클린주유소 (경상북도 상주시 공성면 남상주로 1044)
- 청리보건지소 (경상북도 상주시 공성면 남상주로 1163)